# Принятие
Приня́тие — психологический термин, означающий признание реальности как она есть, в частности, принятие субъектом своего тела, черт характера, способностей как они есть, принятие особенностей других людей.
Принятие означает обращение спокойного и ясного внимания и на свои возможности, и на имеющиеся ограничения. 
Если у нас есть значимые для нас люди, то нам хочется принятия ими, нам не хочется быть для них чужими. 
Важное значение имеет принятие детей их родителями, воспитателями, учителями — таких, какие они есть, со всеми слабостями и недостатками. Принятие — это адекватная обратная связь, которая помогает ребёнку видеть себя целиком, а не только свои «хорошие» или «плохие» стороны.
Следует также различать безусловное и условное принятие. Безусловное принятие характерно для материнской модели любви («Я тебя люблю любого, каким бы ты ни был!»). Условное принятие соответствует отцовской модели любви (от «Я тебя люблю, но ты иди вначале умойся! С неумытыми я не разговариваю» до «Вон отсюда! Вначале приведи себя в порядок, а потом являйся сюда!»).
При этом принятие отличается от покорности перед собой или другим, оправдания недостатков или потворства слабостям. Оно не означает отказ от стремления к самосовершенствованию, от помощи другим людям в том, чтобы улучшить их жизнь.